# Vanuatu nos Jogos Olímpicos de Verão de 2004
Vanuatu competiu nos Jogos Olímpicos de Verão de 2004, em Atenas, na Grécia.